# Sirra Wally Ndow-Njie
Sirra Wally Ndow-Njie (também Ndow Njai) é uma política gambiana. Ela actuou como Ministra da Energia, Ministra do Petróleo e Vice-Ministra do Turismo e da Cultura. Em junho de 2016, ela foi presa por crimes económicos e detida em prisão até que as acusações foram retiradas em abril de 2017.

## Carreira política
Ndow-Njie serviu na Comissão Nacional de Planeamento em abril de 2008 e foi vice-diretora da Companhia Nacional de Água e Electricidade da Gâmbia.  De 25 de dezembro de 2009 a 10 de junho de 2010, ela serviu no gabinete do presidente da Gâmbia, Yahya Jammeh, como Ministra da Energia.  Foi nomeada oficial da Ordem Nacional da República da Gâmbia em janeiro de 2010, em comemoração do 45º aniversário da independência e do 15º aniversário do golpe de Estado de 1994 em Gâmbia.
Ndow-Njie foi então reconduzida no governo como Ministra do Petróleo em 16 de fevereiro de 2015.
  No dia 2 de abril de 2010 ela conheceu Kim Yong-nam, Presidente do Presidium da Assembleia Popular Suprema da Coreia do Norte durante uma visita de boa vontade à Gâmbia.
Ndow-Njie foi removida como Ministra do Petróleo por Jammeh e nomeada Vice-Ministra do Turismo e Cultura em junho de 2016.

### Acusações criminais e absolvição
Em 20 de junho de 2016, ela foi removida do seu posto ministerial e acusada de crimes económicos.

  Foi alegado que Ndow-Njie e nove outras pessoas dentro do seu departamento e a companhia petrolífera nacional "intencionalmente causaram prejuízo à economia da Gâmbia entre 2015 e 2016". Encargos específicos incluíam fazer $ 7 milhões de pagamentos à March Trading, uma empresa de petróleo supostamente fraudulenta, e de gastar 3,5 milhões de dalasis em uma viagem para visitar a companhia no Dubai.
Ndow-Njie foi presa sob custódia e negou toda a fiança, em um movimento incomum, supostamente a pedido de Jammeh.  Durante esse período, ela ficou detida na Prisão Mile Two, na Gâmbia, onde se dizia que ela sofria de uma dieta pobre e de baixos padrões de assistência médica.  A acusação contra ela e todos os outros acusados foi abandonada em abril de 2017, após a substituição de Jammeh pelo presidente Adama Barrow.

## Vida pessoal
Ndow-Njie é casada com Basiru Njie, funcionário público do Banco Central da Gâmbia.